# Dhammiyya
Al-Dhammiyya (els blasfems) fou el nom donat a grups musulmans considerats heretges.
Inicialment aquest nom es va donar als xiïtes en general; després es va donar als alauites (alawiyya o ayniyya) que posaven el paper d'Ali en la revelació per davant del mateix Mahoma, sense desautoritzar a aquest. Es va donar ocasionalment a alguns sectaris kharigites i mutazalites.